# AMX 38
AMX 38 (Char d’accompagnement de l’infanterie AMX 38) — опытный французский пехотный танк, созданный компанией AMX в 1937 году как замена устаревшему Char D1. Было построено два прототипа, но дальнейшие работы по проекту были свернуты после капитуляции Франции.

## Проектирование и разработка
В июле 1937 года компания Ateliers de construction d’Issy-les-Moulineaux (AMX) участвовала в конкурсе на создание нового пехотного танка. Их проект получил обозначение «AMX 38»
AMX 38 должен был стать заменой морально устаревшего танка Char D1. При этом характеристики, такие как, скорость и бронирование должны были превосходить характеристики танка Renault R35. Планировалось установить 100-сильный дизельный двигатель CLM, 37-мм пушку SA18 и новую башню типа APX-R. Подвеска была характерна для танков AMX того времени. Это была подвеска компании Molinié, которая также ставилась на Renault R40. Подвеска была защищена бронелистами как и на других французских танках того времени. Экипаж состоял из двух человек, механика-водителя и командира. Механик-водитель располагался в передней части танка. В его роль входило только управление машиной. Командир же находился в башне. Ему приходилось выполнять роль заряжающего и наводчика.

### Первый прототип
В 1939 году был завершен первый прототип. Танк был оснащен 37-мм пушкой SA38 и 7,5-мм пулемётом Reibel. Вес составил 13,5 тонн. Прототип был оснащен двигателем Aster мощностью 130 л.с. Соотношение мощности к весу было в районе 9,62 л. с./т. Максимальная скорость первого прототипа составляла 25 км/ч. Башня была разработана AMX и была схожа с башней FCM 36. Танк обладал так называемым «хвостом» для преодолевания траншей.
Однако в ходе испытания выяснилось, что первый прототип AMX 38 намного уступает другим французским танкам как по броне, так и по вооружению. Было принято решение доработать танк и устроить вторые смотры.

### Второй прототип
Уже в декабре 1939 года был построен второй прототип. Он был вооружен более мощной 47-мм пушкой SA35, обладающей лучшей пробивной способностью. Она могла пробить любой немецкий танк того периода. Также, была усилена лобовая броня башни и корпуса, теперь она составляет 60 мм. Такая броня не пробивалась стандартным немецким 3,7-см орудием Pak 36. Вес второго прототипа увеличился на три тонны. Из-за этого пришлось менять конструкцию подвески и ставить более мощный двигатель Aster мощностью 160 л.с. Соотношение мощности к весу увеличится до 9,69 л. с./т.
После начала Второй мировой войны разработка и испытания все ещё велись. После капитуляции Франции все проектные работы пришлось свернуть. Участь прототипов неизвестна